# Ježek Shadow
Ježek Shadow (angleško Shadow the Hedgehog; japonsko シャドウ・ザ・ヘッジホッグ, latinizirano: Šado za Hežogu, *Vesoljska kolonija ARK), v Ježek Sonic Boom imenovan Ježek Senca, je izmišljeni lik Segine franšize Ježek Sonic. Ustvarila sta ga Takaši Iizuka in Širo Maekava za igro Sonic Adventure 2. Čeprav je bil načrtovan kot eno-pojavni lik, je postal tako priljubljen, da je kasneje nastopil v igri Sonic Heroes, prav tako pa še v mnogih, ki so sledile. Leta 2005 je nastopil kot glavni lik v spinoff igri Shadow the Hedgehog. Pojavil tudi v filmu, risankah ter stripih.

## Zgodovina
Ježka Shadowa je na Vesoljski koloniji ARK z genskim inženiringom kot del iskanja nesmrtnosti, s katero bi svojo vnukinjo Mario ozdravil od smrtonosne bolezni NIDS ustvaril prof. Gerald Robotnik. Shadow in Maria sta med bivanjem na koloniji spletla močno vez.
Ker vlada ZF ni zaupala znanstvenikom pojekta Shadow, je umetnega ježa imela za grožnjo. Po več nezadostnih opozorilih o ustavitvi projekta so na koloniji posredovale enote VEN-a (Varovalne enote narodov; GUN, Guardian Units of Nations). Posredovanje je ušlo izpod nadzora in vojaki so streljali na vse prebivalce kolonije. Maria in Shadow sta pobegnila v skrit prostor, kjer je Maria Shadowa zaprla v stekleno kapsulo. V trenutku ko je Maria potegnila ročico za izvrzitev kapsule proti Zemlji se je v prostoru pojavil vojak Schmitz ter Marii zadal smrtni strel. Marijina smrt je Shadowa tako travmatizirala, da se je zaobljubil, da bo držal svojo obljubo ter ščitil svet pred nevarnostmi, kot mu je to pred smrtjo naročila Maria.
50 let pozneje Geraldov vnuk, Ivo Robotnik, izve za Shadowa in ga oživi kot del načrta za osvojitev sveta in dokončen poraz Ježka Sonica. Shadow se odloči, da bo pomagal Eggmanu in Sonica čez celo igro poskuša zajeti. Vendar pa kasneje, da bi preprečil uničenje sveta, potem ko se spomni obljube, ki jo je dal Marii, odloči postati Sonicov zaveznik.  Kasneje, v super formi, ne zmore več nadzirati moči sedmih Kaosovih smaragdov in po zaključnem boju strmoglavi na Zemljo.
Do Sonic Heroes se domneva, da je Shadow mrtev. Živega ga med iskanjem zaklada v Jajčkovi bazi odkrije Netopirka Rouge. Obujen iz nezavesti Shadow ne pomni ničesar razen svojega imena in Mariine smrti. Z Rouge in E-123 Omego se nato odloči poiskati dr. Jajčka in spoznati svojo preteklost.
V Shadow the Hedgehog se Shadow, ki še vedno doživlja amnezijo, ujame v tristransko vojno med Jajčkom, VEN-om in Black Armsi, vojsko nezemljanov, ki jo vodi Black Doom. Shadow se lahko odloči pomagati VEN-u, Sonicu in njegovim prijateljem, Eggmanu ali Black Armsom. Na koncu igre si Shadow opomore od amnezije in izve resnico o svoji preteklosti, vključno s tem, da ga je Gerald ustvaril s krvjo Black Dooma ter da Black Doom to uporablja za nadzor nad Shadowom. Shadow se mu na koncu upre in ga premaga. Po bitki se Shadow odloči, da pusti preteklost za seboj.
V Sonic the Hedgehog se Shadow pojavi kot član VEN.

## Igre
- Sonic Adventure 2 (2001)
- Sonic Heroes (2003)
- Sonic Battle (2004)
- Shadow the Hedgehog (2005)
- Sonic the hedgehog (2006)
- Sonic Rivals (2006)
- Sonic and the Secret Rings (2007)
- Sonic Rivals 2 (2007)
- Sonic and the Black Knight (2009)
- Sonic Colors (2010)
- Sonic Generations (2011)
- Sonic Forces (2017)
- The Murder of Sonic the Hedgehog (2023)

## Filmi
- Shadow v skritem prizoru na koncu filma Ježek Sonic 2Ježek Sonic 2 (2022)
- Ježek Sonic 3 (velika verjetnost, 2024)

### Animirane serije
- Sonic X (2003 - 2006)
- Ježek Sonic Boom (2014 - 2017)
- Sonic Prime (2022)